# Slag bij Palermo
De Slag bij Palermo was een zeeslag in de Hollandse Oorlog, meer bepaald de Anti-Spaanse opstand in Messina (1674-1678). De zeeslag vond plaats op 2 juni 1676 in en rond de haven van Palermo in de Middellandse Zee. Het onderkoninkrijk Sicilië behoorde tot het Spaanse Rijk. Een vloot van het koninkrijk Frankrijk viel een gemeenschappelijke vloot van het koninkrijk Spanje en de Verenigde Provincies aan. Deze laatste bevond zich in de haven van Palermo.

## Zeeslag
Na de zeeslag bij Agosta op 22 april 1676 waarna Michiel de Ruyter overleed, trok de Spaanse vloot zich terug in de haven van Palermo. Ze werd versterkt met Nederlandse marineschepen. In totaal lagen er 27 schepen in de haven, 17 Nederlandse en 10 Spaanse. Herstellingen werden doorgevoerd. 
Verrassend genoeg viel een Franse vloot hen aan. Het was 2 juni 1676. De Fransen stonden onder leiding van vice-admiraal Abraham Duquesne en hadden 29 schepen. De Spaans-Nederlandse schepen kregen het te verduren door beschietingen vanuit Franse linieschepen; daarnaast voeren zes vuurschepen tegen hen aan, dewelke ernstige schade veroorzaakten. De Spaans-Nederlandse vloot verloor die dag tien schepen en circa 2.100 militairen waaronder vijf admiraals. Admiraal Jan den Haen was een van hen. De schade aan Franse kant was minder zwaar: ze verloren vijf van hun zes vuurschepen en circa 200 man.

## Gevolg
Omwille van beperkte verliezen betekende de Franse overwinning dat zij de volgende twee jaren het overwicht hadden in het westelijk deel van de Middellandse Zee.